# Mistrzostwa Polski w Skokach Narciarskich 1985
60. Mistrzostwa Polski w Skokach Narciarskich – zawody o mistrzostwo Polski w skokach narciarskich, które odbyły się w dniach 31 stycznia-7 lutego 1985 roku na skoczniach Skalite w Szczyrku oraz Malinka w Wiśle.
W konkursie indywidualnym na skoczni normalnej zwyciężył Piotr Fijas, srebrny medal zdobył Zbigniew Malik, a brązowy – Jan Kowal. Na dużym obiekcie najlepszy okazał się P. Fijas przed Tadeuszem Fijasem i Bogdanem Zwijaczem. 
Konkurs drużynowy na dużej skoczni wygrał zespół Wisły-Gwardii Zakopane w składzie: Ryszard Guńka, Tadeusz Bafia, Janusz Duda i Bogdan Zwijacz.

## Wyniki

### Konkurs indywidualny na normalnej skoczni (Szczyrk, 31.01.1985)
| Miejsce | Zawodnik           | Klub                   | Skok 1 | Skok 2 | Punkty |
| ------- | ------------------ | ---------------------- | ------ | ------ | ------ |
| 1.      | Piotr Fijas        | BBTS Bielsko-Biała     | 82,0   | 79,5   | 204,6  |
| 2.      | Zbigniew Malik     | LKS Skrzyczne Szczyrk  | 78,0   | 80,5   | 203,3  |
| 3.      | Jan Kowal          | WKS Zakopane           | 77,0   | 80,5   | 198,7  |
| 4.      | Tadeusz Bafia      | Wisła-Gwardia Zakopane | 75,5   | 80,0   | 198,5  |
| 5.      | Ryszard Guńka      | Wisła-Gwardia Zakopane | 76,0   | 78,5   | 194,9  |
| 6.      | Józef Pluskota     | AZS Zakopane           | 75,5   | 76,0   | 189,6  |
| 7.      | Tadeusz Fijas      | Olimpia Goleszów       | 73,5   | 76,5   | 189,2  |
| 8.      | Stanisław Ustupski | Wisła-Gwardia Zakopane | 75,0   | 77,0   | 187,4  |

W konkursie wzięło udział 42 zawodników.

### Konkurs drużynowy na dużej skoczni (Wisła, 03.02.1985)
| Miejsce | Klub                      | Zawodnik                | Nota zespołu |
| ------- | ------------------------- | ----------------------- | ------------ |
| 1.      | Wisła-Gwardia Zakopane I  | Ryszard Guńka           | 574,9        |
| 1.      | Wisła-Gwardia Zakopane I  | Tadeusz Bafia           | 574,9        |
| 1.      | Wisła-Gwardia Zakopane I  | Janusz Duda             | 574,9        |
| 1.      | Wisła-Gwardia Zakopane I  | Bogdan Zwijacz          | 574,9        |
| 2.      | WKS Zakopane              | Andrzej Matyga          | 568,3        |
| 2.      | WKS Zakopane              | Zbigniew Klimowski      | 568,3        |
| 2.      | WKS Zakopane              | Józef Pluskota          | 568,3        |
| 2.      | WKS Zakopane              | Jan Kowal               | 568,3        |
| 3.      | LKS Skrzyczne Szczyrk     | Kazimierz Malik         | 559,1        |
| 3.      | LKS Skrzyczne Szczyrk     | Zenon Węgrzynkiewicz    | 559,1        |
| 3.      | LKS Skrzyczne Szczyrk     | Jarosław Węgrzynkiewicz | 559,1        |
| 3.      | LKS Skrzyczne Szczyrk     | Zbigniew Malik          | 559,1        |
| 4.      | BBTS Bielsko-Biała        | Artur Pawłowski         | 558,1        |
| 4.      | BBTS Bielsko-Biała        | Józef Pawlusiak         | 558,1        |
| 4.      | BBTS Bielsko-Biała        | Bogusław Aniołkowski    | 558,1        |
| 4.      | BBTS Bielsko-Biała        | Piotr Fijas             | 558,1        |
| 5.      | Olimpia Goleszów          | Mirosław Pytel          | 536,2        |
| 5.      | Olimpia Goleszów          | Jan Łoniewski           | 536,2        |
| 5.      | Olimpia Goleszów          | Henryk Tajner           | 536,2        |
| 5.      | Olimpia Goleszów          | Tadeusz Fijas           | 536,2        |
| 6.      | Wisła-Gwardia Zakopane II | Janusz Guńka            | 494,0        |
| 6.      | Wisła-Gwardia Zakopane II | Bogdan Papierz          | 494,0        |
| 6.      | Wisła-Gwardia Zakopane II | Karol Kołtaś            | 494,0        |
| 6.      | Wisła-Gwardia Zakopane II | Stanisław Ustupski      | 494,0        |

### Konkurs indywidualny na dużej skoczni (Wisła, 07.02.1985)
| Miejsce | Zawodnik          | Klub                   | Skok 1 | Skok 2 | Punkty |
| ------- | ----------------- | ---------------------- | ------ | ------ | ------ |
| 1.      | Piotr Fijas       | BBTS Bielsko-Biała     | 101,5  | 98,0   | 236,1  |
| 2.      | Tadeusz Fijas     | Olimpia Goleszów       | 83,5   | 89,0   | 192,8  |
| 3.      | Bogdan Zwijacz    | Wisła-Gwardia Zakopane | 87,5   | 85,0   | 190,9  |
| 4.      | Zbigniew Malik    | LKS Skrzyczne Szczyrk  | 86,0   | 88,0   | 190,8  |
| 5.      | Ryszard Guńka     | Wisła-Gwardia Zakopane | 86,5   | 83,0   | 188,3  |
| 6.      | Janusz Duda       | Wisła-Gwardia Zakopane | 86,5   | 83,0   | 185,6  |
| 7.      | Józef Pluskota    | Olimpia Goleszów       | 82,5   | 86,5   | 184,9  |
| 8.      | Stanisław Kawulok | Olimpia Goleszów       | 80,0   | 81,0   | 177,2  |

W konkursie wzięło udział 36 zawodników.